# Juan José Saer
Juan José Saer (Santa Fe, Argentina, 1937, París, França, 2005) va ser un escriptor i professor de la Facultat de Lletres de la Universitat de Rennes. La seva extensa obra narrativa, considerada una de les màximes expressions de la literatura argentina contemporània, comprèn cinc llibres de contes: En la zona (1960), Palo y hueso (1965), Unidad de lugar (1967), La mayor (1976) i Lugar (2000), i onze novel·les, entre les quals destaquen Cicatrices (1969), Nadie nada nunca (1980), El entenado (1983), La ocasión (1986), La pesquisa (1994) i Las nubes (1997). També ha publicat assaigs com El río sin orillas (1991), El concepto de ficción (1997) o La narración-objeto (1999). La seva producció poètica està recollida a El arte de narrar (1977). Les seves obres han estat traduïdes en les principals llengües europees.
Juan José Saer, d'origen sirià, de família catòlica que es dedicava al comerç, va treballar uns anys com a periodista, mentre feia les primeres relacions amb escriptors i poetes, entre ells destaca Juan L. Ortiz, a qui considerà el seu mestre. En l'any 1960 apareix el seu primer llibre de contes: En la zona, on comença el seu estil de narració que desenvolupa posteriorment a tota la seua obra. En aquest temps combina l'escriptura amb l'activitat com a docent.
L'any 1968, amb una beca, marxa a París, per uns mesos inicialment, encara que va esdevenir definitiu. Va donar classes de literatura a la Universitat de Rennes, fins a la seua jubilació el 2002. En aquests temps madura la seua escriptura i publica les obres més conegudes: El limonero real (1974), La mayor (1976) i el llibre de poesia El arte de narrar (1977).
L'any 1980 publica la novel·la policial, Nadie nada nunca, una de les seues obres més experimentals. Amb aquest llibre, ben rebut per la crítica, és considerat un autor destacat en la literatura en castellà. L'any 1983 publica, El entenado, la primera de les tres novel·les que va definir com «de la llanura», una de les obres més llegides i estudiades. L'any 1985 publica Glosa, considerada per molts com la seua millor novel·la i la favorita de l'autor.
L'any 1987 guanyà el Premi Nadal, amb La ocasión, novel·la històrica situada al segle xix. L'any 1992 publicà Lo imborrable, recuperant personatges de novel·les anteriors.

## Obra

### Novel·la
- Responso (1964)
- La vuelta completa (1966)
- Cicatrices (1969)
- El limonero real (1974)[4]
- Nadie nada nunca (1980)
- El entenado (1983)[5]
- Glosa (1986)
- La ocasión (1987)
- Lo imborrable (1992)
- La pesquisa (1994)
- Las nubes (1997)
- La grande (2005)

### Contes
- En la zona (1960)
- Palo y hueso (1965)
- Unidad de lugar (1967)
- La mayor (1976)
- Lugar (2000)
- Cuentos completos (2001)

### Poesia
- El arte de narrar: poemas, 1960/1975 (1977)
- Borradores inéditos 3: Poemas (2013)

### Assaig
- El río sin orillas: tratado imaginario (1991)
- El concepto de ficción (1997)
- La narración-objeto (1999)
- Trabajos (2005)
- Borradores inéditos 4: Ensayos (2015)

### Esborranys
- Borradores inéditos: Papeles de trabajo (2012)
- Borradores inéditos: Papeles de trabajo II (2013)